# Josias II de Waldeck-Wildungen
Pour les articles homonymes, voir Waldeck-Wildungen.
Josias II, comte de Waldeck (31 juillet 1636 – 29 juillet 1669 en Crète) est le deuxième fils du comte Philippe VII de Waldeck et sa femme, Anne-Catherine de Sayn-Wittgenstein. Il est Major-général dans l'armée de Brunswick-Lunebourg. Son frère aîné Christian Louis (1635-1706) est comte de Waldeck-Wildungen. Josias II est à partir de 1660 le co-dirigeant du district de Wildungen, plus tard, de celui de Wetterbourg.

## Biographie
Josias II de Waldeck sert dans l'armée de l'Électeur Frédéric-Guillaume Ier de Brandebourg, où il est colonel de l'infanterie. En 1655 et 1656, il combat à Varsovie en tant que major général. Après qu'il a servi dans l'armée suédoise en 1663 et participé à la Guerre turque en tant que major dans l'armée impériale. Il est blessé par une flèche avant de Pécs.
Quand le duc Georges-Guillaume de Brunswick-Lunebourg hérite de la Principauté de Lunebourg, il nomme Josias comme major général, et commandement de l'armée de la principauté. À la fin de l'automne 1668, Josias marche contre les Turcs avec 3 300 hommes, pour défendre les possessions de la république de Venise. Pendant le siège de Candie, il est blessé par des éclats d'obus, le 6 juillet 1669. Le 29 juillet, il meurt de ses blessures. Il est d'abord enterré dans l'église de la rue sainte-Catherine à Candie. Son corps est transféré plus tard à Wildungen.

## Le mariage et la descendance
Le 26 janvier 1660, Josias épouse la comtesse Wilhelmine-Christine de Nassau-Siegen (10 juin 1629 – 22 janvier 1707), fille du comte Guillaume de Nassau-Hilchenbach. Ils ont sept enfants :
- Éléonore Louise (9 juillet 1661 – 25 août 1661) ;
- Guillaume Philippe (27 septembre 1662 – 29 décembre 1662) ;
- Charlotte Dorothée (9 octobre 1663 – 10 décembre 1664) ;
- Charlotte-Jeanne de Waldeck-Wildungen (13 décembre 1664 – 1er février 1699), marié le 2 décembre 1690 à Jean-Ernest de Saxe-Saalfeld ;
- Sophie Wilhelmine (24 septembre 1666 – 13 février 1668) ;
- Maximilien Frédéric (25 avril 1668 – septembre 1668) ;
- Gustave Guillaume (25 avril 1668 – 21 mai 1669), jumeau avec Maximilien.